# Quercus stellata
Quercus stellata — вид рослин з родини букових (Fagaceae); широко зростає у східній і центральній США.

## Опис
Цей листопадне дерево, яке розвивається повільно і живе до 300–400 років. У хороших екологічних умовах може виростати до 26 метрів у висоту. Кора світло-сіра, луската. Гілочки жовтуваті або сіруваті, густо зірчасто-запушені. Листки від зворотно-яйцюватих до вузько-яйцюватих, еліптичні або зворотно-трикутні, 4–15(20) × 2–10(12) см, досить жорсткі; основа від округло-послабленої до серцеподібної форми, іноді клиноподібна; від дрібно до глибоко-лопатевих, частки закруглені або лопатеві; верхівка широко закруглена; верх темно-або жовтувато-зелений, тьмяний або блискучий, рідко зірчастий, часто дещо грубої текстури з м'якими волосками; низ жовтувато-зелений, жовтуватими залозистими волосками і розсіяними дрібними зірчастими волосками, не оксамитовий на дотик. Цвіте навесні. Жолудів 1–3, майже сидячі або ніжці до 6(40) мм; горіх світло-коричневий, яйцеподібний або кулястий, 10–20 × 8–12(20) мм, голий або дрібно запушений; чашечка глибоко блюдцеподібної форми, заввишки 7–12(18) мм і (7)10–15(25) мм завширшки, укриває 1/4–2/3 горіха.

## Середовище проживання
Широко зростає у східній і центральній частинах США: Род-Айленд, Пенсильванія, Оклахома, Огайо, Північна Кароліна, Флорида, Джорджія, Іллінойс, Індіана, Айова, Канзас, Кентуккі, Південна Кароліна, Теннессі, Техас, Вірджинія, Західна Вірджинія, округ Колумбія, Делавер, Коннектикут, Арканзас, Алабама, Луїзіана, Меріленд, Массачусетс, Міссісіпі, Міссурі, Нью-Джерсі, Нью-Йорк.
Q. stellata зазвичай займає кам'янисті або піщані хребти та сухі ліси з різноманітними ґрунтами, які зазвичай ростуть на серпантинних ґрунтах, і вважається посухостійким. Трапляється на висотах 900–1500 м.

## Використання
Цей вид забезпечує покрив та середовище існування для птахів та ссавців. Порожнини забезпечують місця для гнізд і барлогів, а листки використовують для будівництва гнізд. Жолуді є важливим джерелом їжі для дикої природи, включаючи оленів білохвостих, диких індиків, вивірок та інших гризунів. Це цінний вид деревини, оскільки вона дуже міцна і класифікується як середньо-дуже стійка до гниття. Маючи привабливу крону з потужними горизонтальними гілками, Q. stellata вважається ідеальним тіньовим деревом для парків і часто використовується в міському лісовому господарстві.

## Загрози
Сприйнятливий до більшості комах та хвороб, які вражають східні породи дуба. Cryphonectria parasitica атакує дуб у більшій частині ареалу.

## Галерея

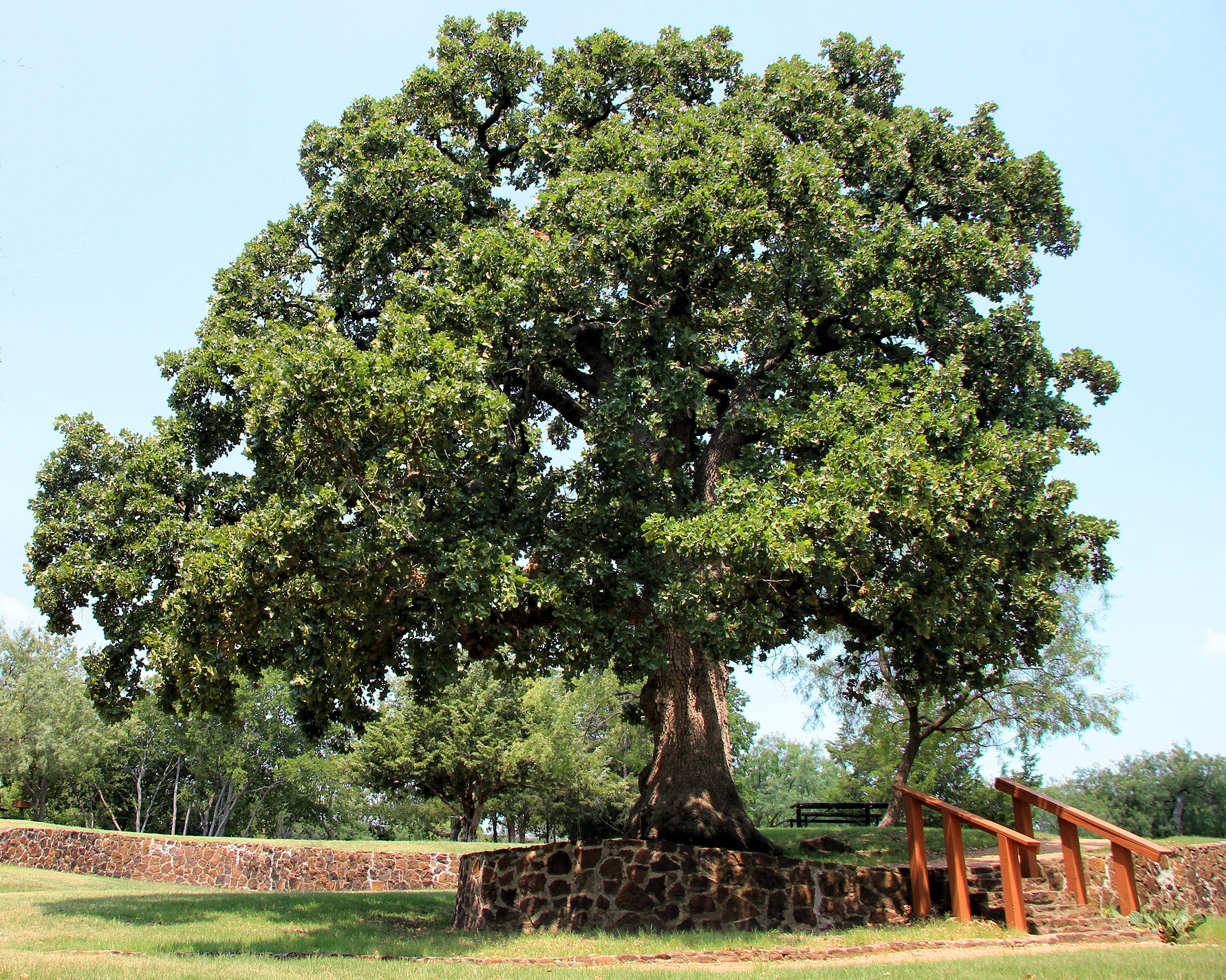
дерево
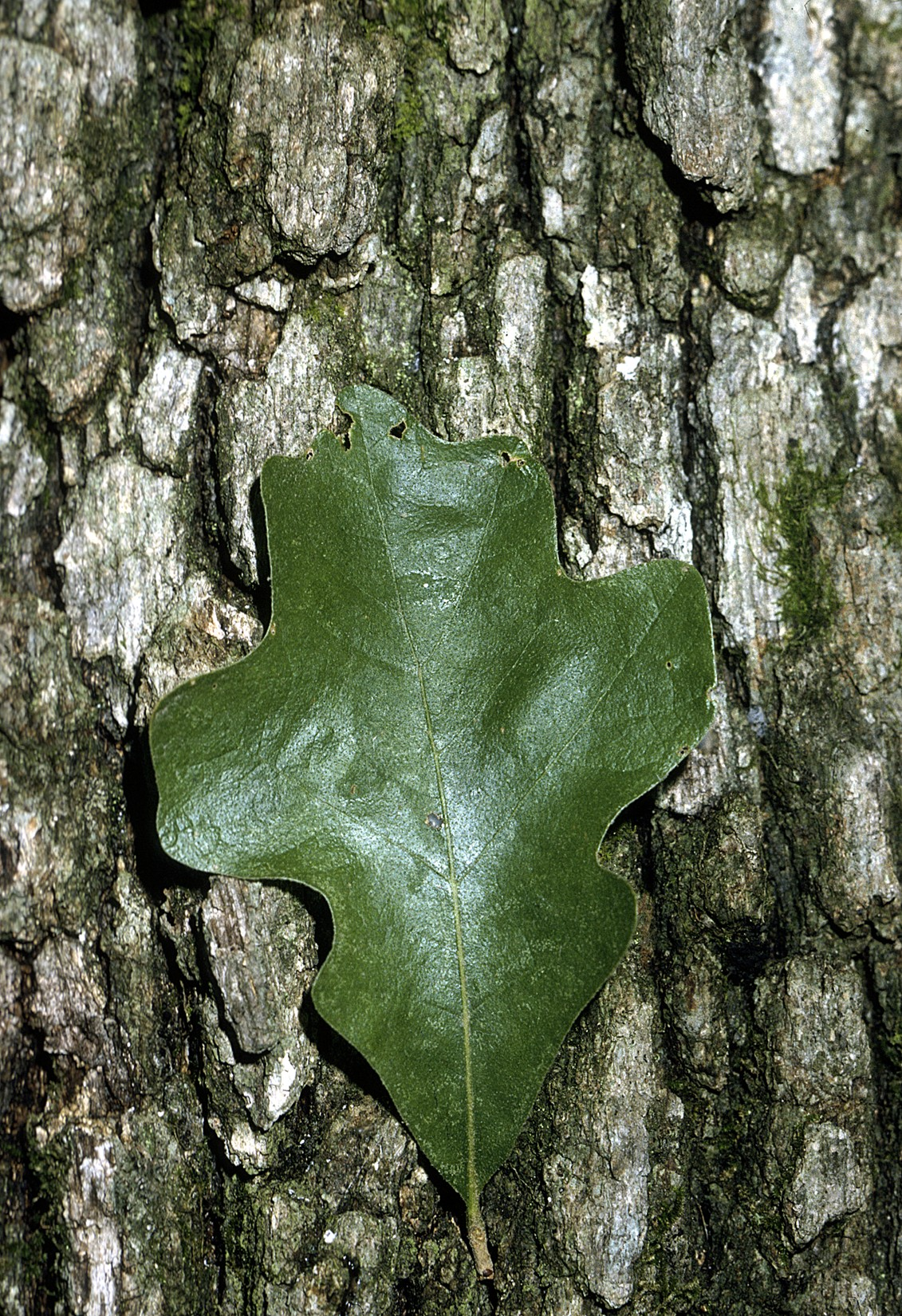
листок на тлі стовбура
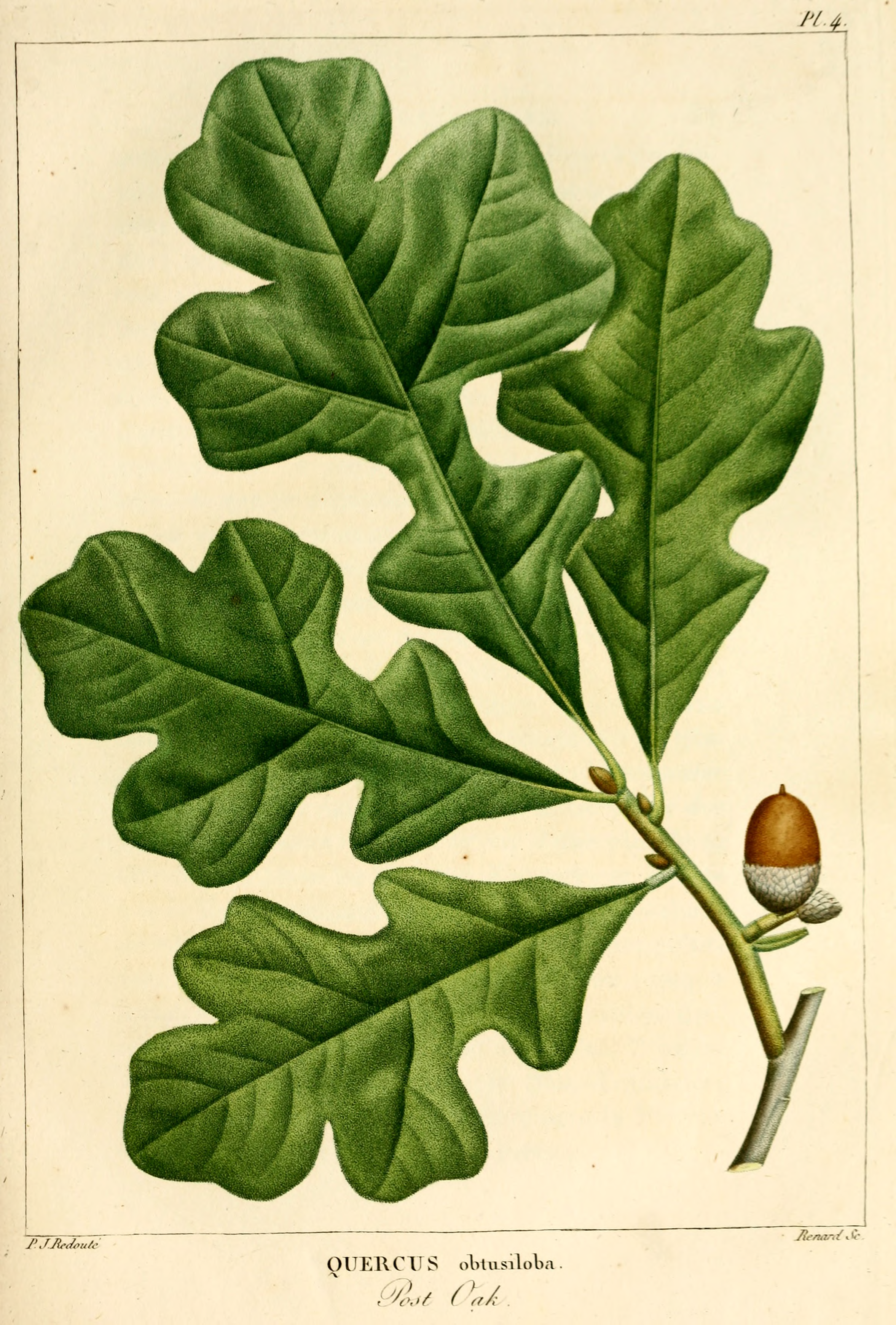
ілюстрація